# ロメオとジュリエット (ヌレエフ)
ルドルフ・ヌレエフによる『ロメオとジュリエット』（英: Romeo and Juliet）は、セルゲイ・プロコフィエフの同名音楽を使用したバレエ作品である。1977年6月2日にロンドン・コロシアムで初演された。

## 背景
ルドルフ・ヌレエフは、1965年にコヴェント・ガーデンのロイヤル・バレエ団でケネス・マクミラン版『ロメオとジュリエット』の初演キャストとしてロメオ役を演じていた。1977年にヌレエフはロイヤル・バレエ団を去り、ロンドン・フェスティバル・バレエ団（現イングリッシュ・ナショナル・バレエ団）によるエリザベス2世女王の銀婚記念公演のために本作を振り付けた。1977年6月2日にロンドン・コロシアムで初演され、パトリシア・ルアンヌがジュリエット、ヌレエフがロメオを演じた。この作品は現在でもイングリッシュ・ナショナル・バレエ団のレパートリーとして残っている。
後にスカラ座バレエ団で蘇演され、カルラ・フラッチをジュリエット、ヌレエフをロメオに充てて1980年12月20日から上演された。1983年にはキャピュレット夫人にマーゴ・フォンテインを迎えて収録され、イタリアとイギリスで放映された。
さらに1984年にはモニク・ルディエールとパトリック・デュポンを主役としてパリ・オペラ座バレエ団でも上演された。こちらは1995年にジュリエットをルディエール、ロミオをマニュエル・ルグリが演じた公演の模様が収録され、DVDとして発売されている。

## 初演キャスト
- パトリシア・ルアンヌ：ジュリエット
- ルドルフ・ヌレエフ：ロメオ
- ニコラス・ジョンソン：マーキューシオ
- ヨナス・カゲ：ベンヴォーリオ
- フレデリク・ヤーン＝ヴェルナー：ティボルト
- エリザベス・アンダートン：ジュリエットの乳母

## 1980年ミラノ公演キャスト
- カルラ・フラッチ：ジュリエット
- ルドルフ・ヌレエフ：ロメオ
- パオロ・ポディーニ：マーキューシオ
- アンジェロ・モレット：ベンヴォーリオ
- ティツィアーノ・ミエット：ティボルト
- マッダレーナ・カンパ：ジュリエットの乳母

## 1984年パリ公演キャスト
- モニク・ルディエール：ジュリエット
- パトリック・デュポン：ロメオ
- シリル・アタナソフ：ティボルト
- ジャン=ピエール・フランチェッティ：マーキューシオ
- ローラン・イレール：パリス
- イヴェット・ショヴィレ：キャピュレット夫人

## 1995年パリ公演キャスト（DVD収録）
- モニク・ルディエール：ジュリエット
- マニュエル・ルグリ：ロメオ
- シャルル・ジュド：ティボルト
- リオネル・ドラノエ：マーキューシオ
- ウィルフリード・ロモリ：ベンヴォーリオ
- ジョゼ・マルティネス：パリス
- カリン・アヴェルティ：ロザライン
- クロティルド・ヴァイエ：キャピュレット夫人
- オリヴィエ・パテ：キャピュレット
- アニー・カルボネル：ジュリエットの乳母